# VM i bandy 1983
Verdensmesterskabet i bandy 1983 var det 13. VM i bandy gennem tiden, og mesterskabet blev arrangeret af International Bandy Federation. Turneringen havde deltagelse af fire hold og blev afviklet i byerne Helsinki og Porvoo i Finland i perioden 15. – 20. februar 1983.
Mesterskabet blev vundet af de forsvarende verdensmestre fra Sverige efter finalesejr over Sovjetunionen på 9-3. Det var Sveriges anden VM-titel gennem tiden og den anden titel i træk, mens Sovjetunionen vandt sølv ligeledes for anden gang. Bronzemedaljerne gik til værtslandet Finland, som besejrede Norge med 4-1 i bronzekampen, og som dermed vandt bronze for ottende VM i træk.
For første gang blev verdensmesteren ikke kåret efter et gruppespil. Fra og med dette VM indførtes en finale for de to bedste hold i gruppespillet og en bronzekamp for nr. 3 og 4. Til gengæld blev gruppespillet indskrænket fra en dobbeltturnering, hvor alle hold mødte hinanden to gange, til en enkeltturnering med kun ét indbyrdes møde.

## Resultater

### Indledende runde
De fire hold spillede først en indledende runde alle-mod-alle. Sejre gav 2 point, uafgjorte 1 point, mens nederlag gav 0 point. De to bedste hold kvalificerede sig til VM-finalen, mens nr. 3 og 4 gik videre til bronzekampen.
| Dato  | Kamp                    | Res.  | Spillested |
| ----- | ----------------------- | ----- | ---------- |
| 15.2. | Sverige – Sovjetunionen | 1–2   | Porvoo     |
| 15.2. | Finland – Norge         | 6–1   | Helsinki   |
| 16.2. | Sovjetunionen – Norge   | 10–50 | Porvoo     |
| 16.2. | Finland – Sverige       | 0–8   | Helsinki   |
| 18.2. | Finland – Sovjetunionen | 0–6   | Porvoo     |
| 18.2. | Sverige – Norge         | 8–0   | Porvoo     |

| Plac. | Hold          | Kampe | + Mål − | Point |
| ----- | ------------- | ----- | ------- | ----- |
| 1.    | Sovjetunionen | 3     | 18-60   | 6     |
| 2.    | Sverige       | 3     | 17-20   | 4     |
| 3.    | Finland       | 3     | 06-15   | 2     |
| 4.    | Norge         | 3     | 06-24   | 0     |

### Finalekampe
| Dato       | Kamp                    | Res. | Spillested |
| Bronzekamp |                         |      |            |
| 19.2.      | Finland – Norge         | 4–1  | Porvoo     |
| Finale     |                         |      |            |
| 20.2.      | Sverige - Sovjetunionen | 9–3  | Helsinki   |